# リチャード・カーゾン＝ハウ (第3代ハウ伯爵)
第3代ハウ伯爵リチャード・ウィリアム・ペン・カーゾン＝ハウ（英語: Richard William Penn Curzon-Howe, 3rd Earl Howe GCVO CB、1822年2月14日 – 1900年9月26日）は、イギリスの貴族、軍人。最終階級は陸軍大将。

## 生涯
初代ハウ伯爵リチャード・カーゾン＝ハウと1人目の妻ハリエット・ジョージアナ（Harriet Georgiana、旧姓ブルーデネル（Brudenell）、1799年12月18日 – 1836年10月25日、第6代カーディガン伯爵ロバート・ブルーデネルの娘）の間の次男として、1822年2月14日に生まれた。
1838年7月14日、Ensign and Lieutenant（中尉）としての辞令を購入して、グレナディアガーズに配属された。1844年4月5日、Lieutenant and Captain（大尉）としての辞令を購入して昇進した。コサ戦争に参戦して、1852年から1853年までの戦役における功績によりコサ戦争メダルを授与された。1853年5月31日、少佐への名誉昇進辞令を得た。1854年6月20日、Captain and Lieutenant-Colonel（中佐）に昇進した。インド大反乱では1857年のデリー包囲戦に参戦して、1858年にメダルを授与された。大佐への名誉昇進を経て、1857年11月17日に大佐に正式に昇進した。1864年6月、半給になり軍務から引退した。1869年8月3日、少将に昇進した。1877年10月2日、中将に昇進した。1879年2月6日、第94歩兵連隊隊長に任命された。同年6月25日、第17歩兵連隊隊長に転じた。1880年3月16日、大将に昇進した。1881年7月1日より退役軍人扱いになったが、連隊長の職は保持し、1890年1月5日にライフガーズ第2連隊隊長に転じ、以降1900年に死去するまで務めた。
1858年1月21日、バス勲章コンパニオンを授与された。1897年6月30日、ロイヤル・ヴィクトリア勲章ナイト・グランド・クロスを授与された。
1876年2月4日に兄ジョージ・オーガスタス・フレデリック・ルイスが死去すると、ハウ伯爵位を継承した。貴族院では保守党に属した。
1876年6月28日にレスターシャー・ヨーマンリー連隊の名誉隊長に就任、1895年6月19日に辞任した。1888年6月18日にレスターシャー統監に任命され、1900年まで務めた。
1900年9月26日にレスターシャーのゴップサルで死去、29日にバッキンガムシャーのペン・ストリートで埋葬された。長男リチャード・ジョージ・ペンが爵位を継承した。

## 家族
1858年2月8日、イザベラ・マリア・キャサリン・アンソン（Isabella Maria Katherine Anson、1922年3月29日没、ジョージ・アンソン閣下の娘）と結婚、3男2女をもうけた。
- 男子（1859年11月26日 – 1859年11月26日[21]）
- リチャード・ジョージ・ペン（英語版）（1861年4月28日 – 1929年1月10日） - 第4代ハウ伯爵[22]
- イーヴリン・アリス（1862年4月10日 – 1913年10月4日） - 1896年4月25日、ジョン・エア（John Eyre）と結婚[22]
- イーディス・セシリア（1864年5月10日[21] – 1936年9月20日） - 1896年4月18日、ハリー・ウォルター・フランクリン（Harry Walter Franklin、1915年3月14日没、ジェームズ・フランクリンの息子）と結婚、子供あり[22]
- フレデリック・グラハム（1868年3月5日 – 1920年11月4日） - 1894年9月11日、ミニー・エリス・ガートルード・ジェフリーズ（英語版）（1943年1月21日没、ドッズワース・ジェフリーズの娘）と結婚、子供あり。2人は1903年に離婚した[22]。第7代ハウ伯爵フレデリック・カーゾン（英語版）の祖父[23]